# Oblast de Moscou
O oblast de Moscou (português brasileiro) ou Moscovo (português europeu) (russo:  Моско́вская о́бласть, tr. Moskóvskaia óblast; IPA: [mɐˈskofskəjə ˈobləsʲtʲ]) é uma divisão federal da Rússia, criada em 1929. Os órgãos centrais do seu governo estão localizados em Moscou e em várias localidades do oblast, particularmente em Krasnogorsk. Seu território circunda completamente a capital federal Moscou, que é tratada administrativamente como um departamento separado do oblast.
O oblast faz fronteira com o oblast de Tver a noroeste, com o oblast de Iaroslavl a norte, com o Oblast de Vladimir a nordeste e leste, com o oblast de Riazan a sudeste, com o oblast de Tula a sul, com o oblast de Kaluga a sudoeste, e com o oblast de Smolensk a oeste.
Os maiores rios do oblast são o Oka, o Moscou, o Kliazma e o canal de Moscou.
De acordo com o censo populacional de 2010, o oblast tinha uma população de 7 095 120 habitantes, residentes numa área de 46 000 km², constituindo-se como uma das regiões mais densamente povoadas do país e a segunda mais povoada de todas as divisões federais da Rússia.
Algumas suas cidades são Dmitrov, Dubna, Friazino, Jukovski, Khimki, Klin, Kolomna, Koroliov, Kotelniki, Liubertsy, Mytishchi, Mojaisk, Noginsk, Orekhovo-Zuievo, Podolsk, Ramenskoie, Reutov, Shchiolkovo, Sergiev Posad, Serpukhov, Voskresensk.
Eléctricos funcionam nas duas cidades, Kolomna e Noginsk, e trólebuses em três de suas cidades: Khimki, Podolsk e Vidnoie. Em Krasnogorsk há uma estação do metrô de Moscou (Miakinino, perto do complexo dos ministérios do oblast e do Tribunal do Oblast de Moscou).
O oblast é altamente industrializado, sendo os principais setores os da metalurgia, da refinação de petróleo e os de engenharia mecânica, alimentação, energia e químicos.